# Alejandro Gagliardi
Alejandro Fabián Gagliardi (Córdoba, 6 agosto 1989) è un calciatore argentino, centrocampista dell'Agropecuario.

## Caratteristiche tecniche
È un trequartista.

## Carriera
È cresciuto nelle giovanili dell'Instituto (C).